# Kalominua bicolor
Kalominua bicolor is een hooiwagen uit de familie Samoidae.